# Ваулово (Московская область)
Ваулово — деревня в Чеховском районе Московской области, в составе муниципального образования сельское поселение Стремиловское (до 28 февраля 2005 года входила в состав Стремиловского сельского округа), деревня связана автобусным сообщением с райцентромпунктами.

## Достопримечательности

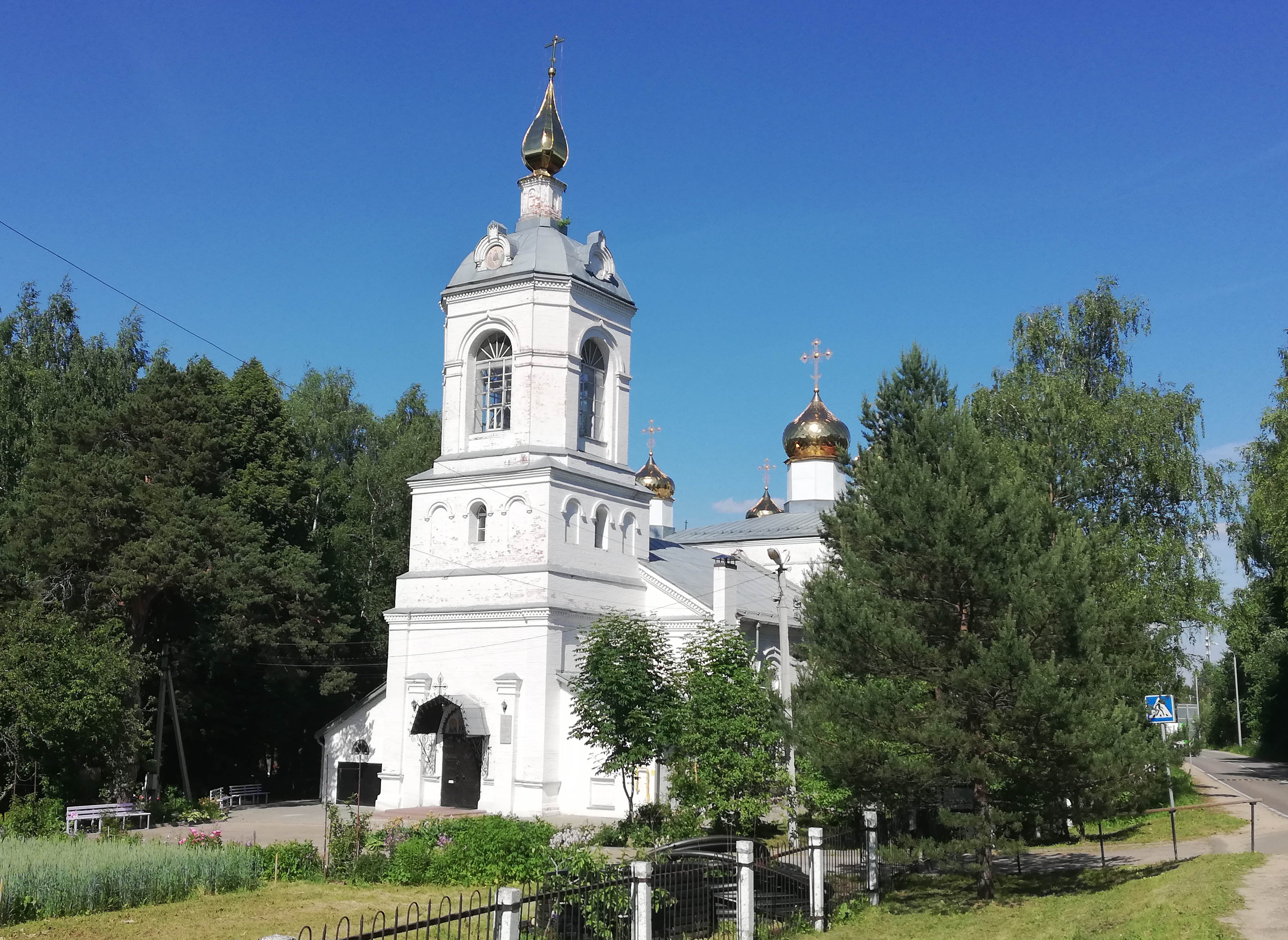
Святотроицкий храм

### Храм Святой Троицы
Основан в 1732 году князем В. Г. Мышинским как домовая церковь. 1 сентября 1849 г. случился пожар и церковь сгорела. С марта 1850 г. богослужения стали совершаться во временном молитвенном доме. Церковной общиной было принято решение строить новую двухпрестольную каменную церковь с главным престолом во имя Святой Троицы. 11 сентября 1856 г. митрополит Московский и Коломенский Филарет выдал храмозданную грамоту с благословением на строительство, а к 1860 году строительные работы были завершены. В 1901 году была построена трапезная часть храма с двумя теплыми приделами во имя Казанской Божией Матери и святителя Николая Чудотворца. В этом же году была возведена и трёхъярусная колокольня.
В советское время храм не закрывался и был одним из трех действующих в Чеховском округе.

## Население
| 2002 | 2006 | 2010  | 2021  |
| ---- | ---- | ----- | ----- |
| 6    | ↘5   | ↗4190 | ↘3462 |

## География
Ваулово расположено примерно в 11 км на запад от Чехова, на реке Никажель (правый приток Лопасни), высота центра деревни над уровнем моря — 165 м. На 2016 год в Ваулово зарегистрировано 11 садовых товариществ.
Троицкая церковь в Ваулово известна с XVIII века, к 1860 году был построен кирпичный храм в русском стиле с декоративным пятиглавым завершением, трапезной и колокольней, Никольским и Казанским приделами, в советское время не закрывался. также в деревне имеется кирпичный часовенный столб, построенный в 3-й четверти XIX века на месте старой деревянной церкви.